# Coblentz Peak
Coblentz Peak är en bergstopp i Antarktis. Den ligger i Västantarktis. Argentina, Chile och Storbritannien gör anspråk på området. Toppen på Coblentz Peak är 541 meter över havet, eller 48 meter över den omgivande terrängen. Bredden vid basen är 0,82 km.
Terrängen runt Coblentz Peak är lite bergig. Havet är nära Coblentz Peak åt sydväst. Trakten är obefolkad. Det finns inga samhällen i närheten. 